# Forma logica
Una forma logica è una rappresentazione in logica del prim'ordine di una frase in lingua naturale. Tale rappresentazione è costituita dalla congiunzione logica di predicati concettuali correlati da argomenti comuni. Nomi, verbi, aggettivi, avverbi, pronomi, preposizioni e congiunzioni in una frase danno luogo a un predicato. Le forme logiche possono essere "decorate" con significati per disambiguare la semantica delle parole. Un esempio di forma logica è il seguente:
```
Frase in lingua naturale:  
Luigi mangia la minestra.

Forma logica corrispondente: 
Luigi
:n_#1(
x1
) 
mangia
:v_#2(
e1
, 
x1
, 
x2
) 
minestra
:n_#1(
x2
)
```

Le forme logiche sono utilizzate da tecniche di elaborazione del linguaggio naturale quali il question answering, l'inferenza, ecc.

## Valutazioni
SENSEVAL-3 Archiviato il 16 dicembre 2008 in Internet Archive., la competizione internazionale di disambiguazione ha introdotto nel 2004 un task di identificazione delle forme logiche. 